# کشیم بزرگ
کشیم بزرگ (نام علمی: Podiceps major) نام یک گونه از تیره کشیم است.
این پرنده بودن در آب را به هر جای دیگر ترجیح می‌دهد. این پرنده لانه خود را روی آب می‌سازد و هنگام فرار، به جای پرواز کردن، به زیر آب شیرجه می‌رود! کشیم بزرگ گیس‌پرهایی (Tippets) دارد که به سبب آن، گاه مرغابی شانه‌به‌سر نامیده می‌شود.